# Anna Ancher
Anna Ancher (Anna Kirstine Brøndum, født 18. august 1859 i Skagen, død 15. april 1935 i Skagen) var en dansk maler. Hun var den eneste i den første generation af Skagensmalere, der var født og opvokset i Skagen. Som datter af kro- og hotelvært Erik Andersen Brøndum kom hun i kontakt med tilrejsende, hvor især kunstnere fik stor betydning. I hendes teenageår begyndte danske og norske marinemalere lejlighedsvis at komme til Skagen, og på den måde oplevede hun deres malerier. Hun fik en borgerlig kulturel opdragelse, og hendes fascination af billedkunst blev ikke modarbejdet af familien, hvis åndelige kraft var en mor, der selv var optaget af litteratur og religion. En af de kunstnere, hun mødte, var Michael Ancher, som hun giftede sig med på sin 21-års fødselsdag. Ægteskabet gav begge mulighed for at udfolde sig kunstnerisk.
Med sine evner som menneskeskildrer og kolorist regnes Anna Ancher som en af dansk malerkunsts virkeligt store skikkelser samt som en af de betydeligste impressionistiske malere i dansk kunst. Hun har ofte repræsenteret dansk kunst i udlandet.

## Liv og karriere
Anna Ancher var datter af købmand og kroejer Erik Andersen Brøndum (der ejede Brøndums Hotel) og Ane Hedvig Møller (1826-1916). Ane Hedvig er ophavskvinden til én af de mest genfortalte myter om Annas medfødte evner som kunstner: Anna fødtes nemlig ved samme (og eneste) lejlighed, som periodens store forfatter, H.C. Andersen, overnattede på Brøndums Gæstgiveri (senere Hotel). Derfor mente moderen Ane Hedvig, at Anna måtte være begavet med særlige kunstneriske evner: “Vor Herre saa’ dog min gode Vilje, og har belønnet den ved at give det barn, hvis Fødsel blev fremskyndet under saa sære Forhold, Talent for Kunsten.”
Hun var den femte i en søskendeflok på seks, der også talte Christen Degn Brøndum, der overtog Brøndums Hotel efter faderen. Hotellet var i en årrække samlingspunkt for Skagensmalerne, og her mødte hun i 1874 maleren Michael Ancher, som hun blev gift med på sin 21 års fødselsdag i 1880. I 1883 fik de datteren Helga Ancher.
Anna studerede tre vintre på Vilhelm Kyhns private tegne- og malerskole for kvinder i 1875-78 i København. Som kvinde var man forment adgang til Kunstakademiet, hvorfor eneste mulighed var at tage privatundervisning.  Senere tog hun til Paris og studerede hos Pierre Puvis de Chavannes sammen med Marie Triepcke, der senere skulle blive gift med P.S. Krøyer.
Sommeren 1879 fik Skagen besøg af mange nordiske kunstnere, der havde hørt, at Skagen var det ideelle sted at forsøge sig med friluftsbilleder på grund af den særegne natur og det enklere liv væk fra storbyen. Blandt disse kunstnere var nordmændene Christian Krogh og Frits Thaulow. Christian Krogh skulle også vise sig at få en indflydelse på Anna Anchers kunstneriske udvikling.
I 1880 debuterede Anna Ancher på Charlottenborg med Lars Gaihede snitter en pind (1880, Skagens Museum), et kunstværk, hvis realisme var stærkere end hidtil i samtidens maleri. De følgende somre i 1880'ernes begyndelse kom stadig flere kunstnere til Skagen for at dyrke friluftsmaleriet, og et nybrud i skandinavisk maleri blev skabt i et fællesskab, hvoraf Anna Ancher var en vigtig part, med værker som Blind kone, Blå Ane (1882, Skagens Museum) og Pigen i køkkenet (1883-86, Den Hirschsprungske Samling).
Ancher var optaget af det nederlandske 1600-talsmaleri, hvor man også finder mange interiørscener, hvor Anna Ancher skildrer rummet helt uden reference til noget udenfor. At Anna Ancher var født skagbo, gav hende en nemmere kontakt til lokalbefolkningen, der også var hendes primære motiv. Hun var meget optaget af at udforske lys og skygge, som ses i fx Interiør med klematis (1913). Efter et halvt års ophold i Paris satte hun sig dog også for at løse større opgaver med en mere kompliceret komposition, fx En begravelse fra 1891 (se mere nedenfor) og Et missionsmøde (1903, Skagens Museum). Hendes første udstillingsbillede, Et gammelt ægtepar på hjemvejen fra Skagen Kirke (1878), forestillede to fattige originaler, Per og Stine Bollerhus, på vej hjem fra Skagen Kirke. Flere år senere deltog hun i Stines begravelse og samlede sine indtryk i maleriet En begravelse; et hovedværk i hendes produktion. Som i de fleste af Anna Anchers andre billeder er der her ingen, som forsøger at skabe øjenkontakt. Man kan derfor ubemærket afsøge rummet og lade sig indfange af den meditative ro. Den lavloftede stue er fyldt med lys, der giver Ancher mulighed for at demonstrere sit koloristiske mesterskab i mødet mellem de blålige, rosa og grønne farver.
Anna Ancher havde det sjældne held (for kvinder af sin generation) at nyde respekt for sin faglighed - ikke blot hos sin ægtefælle, men også hos andre malere. Hun rejste sammen med sin mand (bl.a. til Wien 1882 og Paris 1885 og 1889), udstillede regelmæssigt, og hendes maleri har ofte repræsenteret dansk kunst i udlandet, bl.a. med udstillinger i USA i 2013 og 2018. Hun fik generelt mere omtale end de fleste andre kvindelige kunstnere i perioden, både i kunsttidsskrifter og i dagbladene. Til gengæld måtte hun finde sig i ofte at blive anmeldt sammen med sin mand og af nogle anmeldere, bl.a. Holger Drachmann, at blive omtalt som “Fruen”. Desuden blev hun fremhævet som kvindelig kunstner og mentes dermed at være i besiddelse af en særlig følsomhed. På Anna Anchers tid var denne betegnelse ofte et udtryk for, at hun anvendte pastelkridt, foretrak små formater eller lavede kunstværker med særlige harmoniske farver. Lige så blev “det kvindelige” brugt som forklaring på, hvorfor hendes skildringer af skagboerne var særligt indlevende.
I 1904 modtog Anna Ancher Eckersberg Medaillen, i 1913 Ingenio et Arti og Tagea Brandt Rejselegat i 1924. Indtil sin død udstillede hun i alt 54 gange på Charlottenborg. Mange af hendes malerier kan ses på Skagens Museum, i Anchers Hus og Ribe Kunstmuseum, samt på Den Hirschsprungske Samling i København.

## Stil og motivkreds

### En impressionistisk maler
Sammen med Theodor Philipsen betragtes Anna Ancher som én af de betydeligste impressionistiske malere i dansk kunst. Den danske kunsthistoriker Peter Nørgaard Larsen skriver således om Annas impressionistiske stil: “Men i modsætning til de franske impressionisters forbundethed med det moderne liv i og omkring metropolen er [Annas] billeder malet fra periferien af det moderne [...] Snarere end mod det hektiske, flygtige og øjebliksbetonede, som almindeligvis er impressionismens kendemærke.”
Anna Ancher er i dag kendt som lysets og solskinnets maler og som en impressionistisk inspireret kolorist for hvem, det først og fremmest var farver og lys, der havde betydning. Den samtidige, danske maler Karl Madsen skrev således om Anna: “Anna Ancher var i dansk kunst den første, der forstod at fange en solstråle. Når hun lod den lyse ind i de fattige stuer, hvor en blind kone sad ene, fik billederne derved en egen højtidelig vemodsstemning”. Dog var der også en anden og mere alvorlig side af Anna Ancher, hvor billedernes indhold i høj grad spiller en rolle. Her er det kvindernes liv, det handler om – som det formede sig på Anna Anchers tid, men også kvindeliv forstået mere alment og universelt.

### Kvindeskildringer
Anna Anchers billeder skildrer ofte kvindernes verden. Hun malede mange kvinder – mange flere end mænd – og disse mange kvinder er ofte alene. Et typisk motiv for Anna Ancher udgøres af en enkelt kvindefigur i et interiør – et værelse eller en stue – optaget af en stilfærdig aktivitet eller blot tankefuld og indadvendt. Det indadvendte er et meget karakteristisk træk ved Anna Anchers kvindefigurer: opmærksomheden er rettet mod deres indre verden, som er skjult for betragteren; der er så godt som aldrig øjenkontakt med beskueren, idet kvinderne kigger nedad, har lukkede øjne eller vender ryggen til. På denne måde trækker intimiteten og stilheden i Anchers billeder paralleller til Vilhelm Hammershøis stemningskunst. Man kan tale om, at der sker en suspendering af det narrative og i stedet fokuseres på det formelle omkring komposition, figur i rum m.v. Ud fra kvindernes sysler i Anchers og Hammershøis billeder får vi intet at vide om hverken afsenderens eller modtagerens situation. Ingen forsøger at skabe øjenkontakt og oftest vendes ryggen til beskueren.
Hendes motivkreds minder desuden om Viggo Johansens billeder af sin hustru, Martha (Anna Anchers kusine), og deres børn. Anna Ancher skrev bl.a. om maleriet Aftenbøn (Skagens Museum, 1888) i et brev til ægteparret Johansen: “det er kun som Farve jeg har ment noget dermed”. I dette udsagn ligger måske også kernen til forståelse af hendes billedproduktion. Under et besøg i Paris med Michael Ancher i 1888-89 havde impressionistisk kunst af Édouard Manet og andre franske kunstnere fascineret hende. Blandt skagensmalerne gjorde netop hun de største tilnærmelser til impressionismens idé om lyset som det egentlige motiv for malerkunsten.
Et bemærkelsesværdigt træk ved Anna Anchers figurer er, at de er placeret indendørs. Her adskiller hun sig fra de øvrige (mandlige) Skagensmalere, der meget ofte malede udendørs. De malede fiskerne på stranden, havet, klitterne og udsigten ind over Skagen. Anna Ancher knytter sig med sine indendørs motiver nærmere til datidens andre kvindelige kunstnere, der netop foretrak at male de nære intime omgivelser - stuerne i hjemmet med børn, søstre, mødre eller tjenestepiger som modeller.
Der er flere årsager til disse motivvalg: hjemmet med børn og husførelse var kvindernes domæne og ansvarsområde. Det var her, de opholdt sig, så motiver herfra var lige ved hånden. I 1800-tallet var det ikke velset, at kvinderne, især ikke borgerskabets kvinder, færdedes offentligt uden mandlig ledsagelse – heller ikke for at male. Kvinderne var således bundet til hjemmet; også via den økonomiske afhængighed af ægtemænd eller familie, da det ikke ansås for passende og heller ikke var almindeligt, at borgerskabets døtre og hustruer havde et erhverv. Derfor var deres uddannelsesmuligheder også yderst begrænsede – kvinder havde fx ikke adgang til kunstakademiet på Anna Anchers tid. Dét havde netop indflydelse på deres motivvalg, idet de på den måde til forskel fra mændene normalt ikke blev skolede i at udføre de monumentale, figurrige scenerier, som bl.a. Michael Anchers store fiskerbilleder er eksempler på.
Anna Anchers kvindefigurer kan kategoriseres i to grupper: unge borgerlige kvinder og fiskerpiger/ fiskerkoner.
Den første gruppe (de borgerlige kvinder) genkendes på deres tækkelige lange kjoler, langærmede og evt. med blondebesætninger, deres opsatte frisurer og deres skikkelser med markeret slank talje – se bl.a. Ung pige foran en tændt lampe og Interiør med røde valmuer. De opholder sig i rum, der kan karakteriseres som feminine; rum, der afspejler deres kvindelighed. Disse rum er malet i lyse, lette farver, er præget af ro og stille fordybelse, og meget ofte sammenstilles kvindefigurerne med blomster. Ofte kan man ligefrem iagttage en tendens til, at blomsterne efterhånden erstatter kvinderne – som i Interiør med klematis - og til sidst forsvinder endda blomsterne, og kun det rene kvindelige rum står tilbage som f.eks. Interiør. Brøndums anneks.

### Det religiøse liv i Skagen
Den anden gruppe af Anna Anchers kvindefigurer, fiskerpigerne og fiskerkonerne, er først og fremmest karakteriseret ved deres hovedtørklæder – hvide eller sorte afhængig af, om de var enker eller ej. De er hyppigt forbundet med det religiøse islæt i Anna Anchers billeder: kvinderne befinder sig i kirken eller til missionsmøde – f.eks. Ung pige under gudstjenesten i Skagen kirke og Et missionsmøde. Omkring år 1900 havde Indre Mission solidt fodfæste blandt Skagens fiskerbefolkning – især blandt kvinderne. Man kan populært sagt sige, at mens mændene gik på kroen, tyede kvinderne til kirken som trøst og støtte i deres ofte hårde og nøjsomme tilværelse.
Som den eneste af skagensmalerne har Anna Ancher skildret det religiøse liv i Skagen. Måske fordi det som tidligere nævnt i høj grad var en kvindeverden, men personlige årsager spillede måske også en rolle her. Udover at være ene kvinde i kunstnerkolonien var hun også den eneste af malerne, der var født og opvokset i Skagen. Både Anna Anchers mor og hendes søstre var religiøse. De var dybt grebet af Indre Mission, og som barn var Anna Ancher med sin mor til bibellæsning og til bønnemøder. Hendes voksne liv - som maler og medlem af kunstnerkolonien – stod i kontrast til denne religiøse opvækst. Kunstnerne var overvejende fritænkere og ateister og førte en til tider løssluppen (i skagboernes øjne) boheme-tilværelse.
Det kan tænkes, at Anna Ancher har følt en ubevidst form for splittelse mellem de to verdener – barndommens med familien og religionen overfor kunstnerkoloniens voksne liv. Det er måske denne splittelse, der kommer til udtryk i hendes symbolistiske billede Sorg, hvor hun har afbildet sig selv nøgen på den ene side af et kors og sin mor med hænderne foldet i bøn på den anden side. Som Anna Ancher her har skildret sig selv, fremtræder hun som en klassisk Maria Magdalene, der i tidligere tiders religiøse billeder typisk fremstilles som den angrende synder, siddende nøgen ved korsets fod og med ansigtet skjult af sit lange hår.

## Anchers Hus og Saxilds Gaard
Anna og Michael Ancher i 1884, efter at datteren Helga var blevet født, et hus på Markvej i Skagen. Efter at havde boet der de første 30 år, blev huset udvidet mod nord efter tegninger af arkitekten Ulrik Plesner med bl.a. en atelierbygning (opført 1913), som blev forbundet med det oprindelige hus ved en mellembygning. Efter Michael Anchers død i 1927 og Anna Anchers i 1935 stod huset ubeboet. Efter Helga Anchers død i 1964 blev malerier og indbo restaureret, og huset åbnede som museum i 1967 med familiens ejendele og ca. 250 forskellige kunstværker udstillet.
Saxilds Gaard er naboejendom til Anchers Hus. Bygningerne var fra slutningen af 1700-tallet og frem til midten af den 20. århundrede i familien Saxilds eje og indgår i mange af Ancher-familiens billeder. I 1959 blev huset købt af forfatteren Ole Wivel, som 30 år senere 1989 overdrog det til Helga Anchers Fond som gave fra Aage V. Jensens Fonde. I Saxilds Gaard vises skiftende udstillinger. Der er desuden museumsbutik og -café i sommersæsonen.
Museet blev i 2014 fusioneret med Drachmanns Hus og Skagens Museum i en ny organisation, Skagens Kunstmuseer (Art Museums of Skagen).

## Hæder
- Akademiets stipendium 1891, 1897 (store), 1900 (mindre)
- 1889: Den Hielmstierne-Rosencroneske Stiftelse
- 1889: Sølvmedalje på verdensudstillingen i Paris
- 1891: Hædrende omtale på udstillingen i Berlin
- 1895: Den Raben-Levetzauske Fond
- 1900: Medalje på verdensudstillingen i Paris
- 1903: Eckersberg Medaillen (1. gang)
- 1904: Eckersberg Medaillen (2. gang)
- 1913: Ingenio et arti
- 1924: Tagea Brandts Rejselegat

### Den danske 1000-krone seddel
Anna og Michael Ancher kunne ses på forsiden af den danske 1000-kroneseddel, som sendtes i omløb 25. november 2004, men som senere blev udskiftet. På forsiden af pengesedlen var der et dobbeltportræt af Anna og Michael baseret på to malerier af Peder Severin Krøyer fra 1884. Disse to malerier er en del af portrætfrisen på væggene i Brøndums spisesal på Skagens Museum.

### Statuer
Den danske billedhugger Astrid Noack udført i 1938-1939 en statue af Ancher i bronze. Den er i dag placeret på Skagens Museum. Den blev afsløret i 1939 på 80-års dagen for Anchers fødsel. Der er lavet to yderligere eksemplarer af statuen, som er placeret foran Holstebro Kunstmuseum og på Statens Museum for Kunst.

## Formidling af Anchers kunst
Den tidligere tv-vært, nu kunsthistoriker, Peter Kær lavede i 2019 en version af sin formidlingsserie Kærs Kunstkalender om Anna Anchers liv og virke, med afsæt i hovedværket En begravelse (1891). Kunstkalenderen består af 24 videoafsnit af hver ca. 4-7 minutters varighed, der går i dybden med en detalje i værket eller fra kunstnerens biografi.

## Galleri
Se også Værker af Anna Ancher
- Solskin i den blå stue, 1891.
- En begravelse, 1891 (Statens Museum for Kunst).
- Fru Ane Brøndum i den blå stue (portræt af kunstnerens moder), 1913.
- Syende fiskerpige, 1890.
- Høstarbejdere, 1905.
- Interiør med røde valmuer, 1905.
- Ung pige foran en tændt lampe, 1887.
- Interiør med datteren Helga ved sytøjet, 1890
- Aftenbøn, 1888